# San Cristóbal de La Laguna (kommun i Spanien)
San Cristóbal de La Laguna är en kommun i Spanien. Den ligger i provinsen Santa Cruz de Tenerife i den autonoma regionen Kanarieöarna i sydvästra delen av landet, 1 800 km sydväst om huvudstaden Madrid. Antalet invånare är 160 258 (2024). San Cristóbal de La Laguna ligger på ön Teneriffa.